# Klasyczny język japoński
Klasyczny język japoński (jap. 中古日本語 chūko nihongo) – etap rozwoju języka japońskiego, przypadający na IX–XII wiek, tj. okres historyczny zwany Heian (794–1185). Poprzedzała go faza zwana językiem starojapońskim (VIII wiek), a nastąpił po nim okres średniojapoński (XIII–XVI w.).

## Tło
Po zapożyczeniu i zastosowaniu do zapisu języka starojapońskiego pisma chińskiego w postaci pisma sylabicznego (tzw. man’yōgana 万葉仮名), wyodrębniły się z niego następnie (w okresie klasycznego języka japońskiego) dwa nowe rodzaje: hiragana oraz katakana. Ich powstanie znacznie uprościło zapis języka japońskiego i doprowadziło do rozkwitu literatury. Wtedy to właśnie powstały takie dzieła, jak: Genji monogatari, Opowieść o zbieraczu bambusu (Taketori monogatari), Opowieści z Ise (Ise monogatari) i wiele innych. Klasyczny język japoński używany był jako język oficjalnego piśmiennictwa oraz częściowo literatury pięknej do pierwszej połowy XX wieku.

## Fonetyka i fonologia
Najważniejsze cechy systemu fonetycznego klasycznego języka japońskiego to:
- zanik specyficznych dla starojapońskiego rozróżnień dwu rodzajów samogłosek /i/, /e/ oraz /o/ w pozycji po niektórych spółgłoskach (tzw. jōdai tokushu kanazukai 上代特殊仮名遣い); początki tego zaniku obserwuje się już pod koniec okresu starojapońskiego, ale jego całkowity zanik nastąpił we wczesnej fazie klasycznojapońskiej – ostatnimi sylabami, które zanikły w ten sposób, były /ko1/ oraz /ko2/
- zanik w ciągu X wieku rozróżnienia między sylabą /e/ a /ye/ (powstała w wyniku tego sylaba /ye/ przeszła w XVIII wieku w /e/)
- zanik przed końcem XI wiekiem rozróżnienia między sylabą /o/ a /wo/ (powstała w wyniku tego sylaba /wo/ przeszła na przełomie XVII/XVIII wieku w /o/)[1][2][3]
- obecność spółgłosek dźwięcznych (np. /b/, /d/, /g/) w miejscach, w których dla starojapońskiego postuluje się niekiedy spółgłoski prenazalizowane (odpowiednio /Np/, /Nt/, /Nk/)
- dwuwargowa, szczelinowa, bezdźwięczna wymowa /f/ (które dopiero w XVII–XVIII wieku przeszło we współczesne /h/, z wyjątkiem pozycji przed /u/)
- elizja (zanikanie) części samogłosek i spółgłosek w określonych pozycjach
- pojawienie się obok sylab krótkich także sylab długich, składających się z dwu mor (w języku starojapońskim każda sylaba składała się dokładnie z jednej mory).

Język starojapoński charakteryzował się 88 (87) różnymi sylabami, klasyczny japoński na przełomie X/XI wieku miał ich już tylko 67 (w tabeli obok transkrypcji podaje się znaki hiragany i katakany w ich postaciach współczesnych).
| a あ ア  | i い イ  | u う ウ  |          | o お オ  |
| ka か カ | ki き キ | ku く ク | ke け ケ | ko こ コ |
| ga が ガ | gi ぎ ギ | gu ぐ グ | ge げ ゲ | go ご ゴ |
| sa さ サ | si し シ | su す ス | se せ セ | so そ ソ |
| za ざ ザ | zi じ ジ | zu ず ズ | ze ぜ ゼ | zo ぞ ゾ |
| ta た タ | ti ち チ | tu つ ツ | te て テ | to と ト |
| da だ ダ | di ぢ ヂ | du づ ヅ | de で デ | do ど ド |
| na な ナ | ni に ニ | nu ぬ ヌ | ne ね ネ | no の ノ |
| fa は ハ | fi ひ ヒ | fu ふ フ | fe へ ヘ | fo ほ ホ |
| ba ば バ | bi び ビ | bu ぶ ブ | be べ ベ | bo ぼ ボ |
| ma ま マ | mi み ミ | mu む ム | me め メ | mo も モ |
| ya や ヤ |          | yu ゆ ユ | ye え エ | yo よ ヨ |
| ra ら ラ | ri り リ | ru る ル | re れ レ | ro ろ ロ |
| wa わ ワ | wi ゐ ヰ |          | we ゑ ヱ | wo を ヲ |

## Zapis
Klasyczny język japoński zapisywano na trzy sposoby. Pierwotnie stosowano man’yōganę, tj. znaki chińskie użyte dla ich wartości fonetycznej (tak w języku starojapońskim). Przekształciła się ona następnie w sylabariusze hiragana i katakana, które powstały z uproszczenia pierwotnych znaków chińskich.